# رومانو آر.۸۲
رومانو آر. ۸۲ (به انگلیسی: Romano_R.82) یک هواگرد ملخ‌پیشین تک‌موتوره از نوع هواپیمای آموزشی ساخت شرکت رومانو است. هواگرد رومانو آر. ۸۲ نخستین پروازش را در ۱۹۳۶ (میلادی) انجام داد. در مجموع، تعداد ۱۸۰ فروند از این هواگرد ساخته شده‌است.
طراح این هواگرد، Etienne Romano بود.